# Parc Levelt
El Parc Levelt es un estadio de fútbol ubicado en Saint-Marc, Haití. Fue inaugurado en diciembre de 1950. El estadio tiene capacidad para 5.000 espectadores.

## Inauguración
Fue inaugurado en diciembre de 1950 tras la donación del terreno por el general Antoine Levelt, exjefe de Estado Mayor del ejército haitiano.
La primera valla del parque se erigió en la década de 1960, bajo las directivas de Nemours Posy, un entusiasta del fútbol de Jacmel, que se convirtió en presidente de la liga de fútbol Saint-Marc, la USSSM.
La inauguración de Levelt Park fue conmemorada por un partido entre una Selección de Saint-Marc y el equipo Violette AC.

## Evolución
Durante las décadas de 1960 y 1970, Levelt Park acogió todos los torneos locales tanto a nivel urbano como entre clubes de barrio y a nivel regional entre las selecciones de las distintas localidades vecinas (Desdunes, Marchand-Dessalines, Verrettes, L'Estère , Liancourt, etc.) Uno de los principales torneos que despertó el mayor entusiasmo y pasión entre los Saint-Marcois, fue el torneo Regionalito organizado bajo los auspicios de la USSSM con la aprobación de la Federación Haitiana de Fútbol (FHF) en 1984. Levelt Park se equipó entonces con un soporte de madera y nuevos vestuarios. Cabe señalar que este estadio (en Saint-Marc) no siempre llevó el nombre de Levelt Park ya que, en los años sesenta, setenta y mediados de los ochenta, se le dieron los nombres a su vez. Por François Duvalier y Jean-Claude Duvalier, los dos maestros políticos del país en aquellos tiempos.

## Actualmente
En julio de 2005, un año después de la salida del presidente Jean-Bertrand Aristide, el parque Levelt sufrió profundas transformaciones gracias a nuevas obras financiadas por el gobierno de Taiwán. La capacidad del estadio se ha incrementado gracias a la construcción de nuevas gradas en césped natural. Tras el terremoto del 12 de enero de 2010, la empresa telefónica DIGICEL proporcionó un sistema de iluminación mediante la instalación de proyectores en todo el perímetro del edificio. El Parque Levelt es una infraestructura comunal que ya no depende del USSSM que desapareció en 1987, pero su manejo y operación son ahora (desde 2005) un organismo comunitario, COGEPAL, delegado ambos por la FHF. Y el Ayuntamiento de Saint-Marc.